# Salvador Reynoso
Salvador Agustín Reynoso (General Rodríguez, 12 ottobre 1987) è un ex calciatore argentino, di ruolo centrocampista.

## Caratteristiche tecniche
È un centrocampista centrale che può giocare anche sulla fascia.